# Gérné Mezősi Aranka

Gérné Mezősi Aranka, A Tánc, 2013, magasság 80 mm, gyűjtemény: a Henryk Jan Dominiak Miniatűr Professzionális Művészeti Múzeum Tychyben, 2013-től állandó kiállítása (Lengyelország)

Gérné Mezősi Aranka (Cegléd, 1955. november 17. –) magyar szobrász, festőművész, éremművész, művésztanár és kultúraszervező. Albertirsán él, tanít és alkot, város Pest vármegyében, a Ceglédi járásban. Szakmai munkája elismeréseként több szakmai-tudományos alkalommal kapott kitüntetést, köztük Nívódij is szerepel.
Gerne Mezősi Aranka a világ legjobb 100 000-e művészek között van. Mezősi Aranka a legjobb helyezése 2020-ban volt, a legdrámaibb változása 2019-ben volt.

## Pályafutása

### Oktatás
Aranka, 1975-ben szakközépiskolában faszobrász szakon végzett, 1996-ben majd keramikus szakon tanult tovább a Kézműipari Szakközépiskolában.
2006-ban megszerezte a Szegedi Tudományegyetem Juhász Gyula Tanárképző Főiskola művészettörténet, rajz szak diplomáját. 2009-ben a Pécsi Művészeti Egyetem diplomáját, 2011-ben majd művészetterápia- művészet nevelés szakon szerzett diplomát a Moholy-Nagy Művészeti Egyetemen a Budapest.

### Kreatív tevékenység
Egyedi látásmódjához hozzátartozik, hogy alkotásainak, akárcsak a művészi haikuknak, nincs címe; azt a szemlélő adhat magában, intuíciói alapján.
Munkáit leginkább a természet formái és színei ihletik. Kedvenc anyaga a fa, amit többször festés által gondol tovább. A fa szeretete gyermekkorban plántálódott asztalos édesapja mellett. De szívesen dolgozik más anyaggal is, szövettel, dróttal és szálak. Munkáit olyan anyaggal vonja be, amelytől patinát kapnak szobrai.

### Új saját technikájával Gérné Mezősi Aranka
Bronz borítású lebegő szobrok egyedi technikával készülnek. Emberek által legismertebb, egy szálból álló damil szálon lebegnek a levegőben. Anyaguk könnyedsége teszi lehetővé (talált tárgyat, hulladék anyagokat is), ami könnyű fém patinázott bronzlemezzel van bevonva. Így tartósak is lebegő szobrok.
Az önálló szobrok leginkább elsősorban mozgást ábrázolnak. Zseniális térlátása, arányérzéke a Aranka jellemzi. Szeret kísérletezni különböző anyagokkal, ezekből installációkat épít, és a legapróbb részletre való ügyelése szembeötlő. Felhasználja a természetben talált anyagokat és gyakran beleépíti a munkáiba. Előszeretettel készít használható zösségen belüli történeti, művészeti, gazdasági és funkcionális jelentőségére szobrokat. Új technikával készült plasztikái egy új térben, a levegőben kelnek életre, s mi a felhőkbe tekintve láthatjuk őket. Így arra a következtetésre juthatunk így, felfüggesztve különleges egyediek lehetnek.
Szobor-grafikáira, az alkotások értelemben vett nyitott művek, szubsztanciálisan indetermináltak, a használót folyton változó olvasatokra késztető ingerkonfigurációk, azaz interpretációs lehetőségeik nem behatároltak, s ezáltal egy teljesen egyedi látásvilággal ajándékozza meg kedvelőit művésztanár.
Aranka művei kísérletek melyekben drót szobrok, egymásra építi, és ezt a rendszert részben átláthatóvá teszi. Struktúraként pedig elemek kölcsönös relációba állítható együttesei. Gyönyörű emberi testek foglalják el a nekik kirendelt helyet a térben, arányosak. Aranka a sikerét nem eltúlzott részletekkel a mozdulatokkal, férfiasan elegáns, szögletes vonalak, nőiesen lágy ívekkel, finom domborulatokkal és az összhatással éri el.

### Egyéb munkák
Élettapasztalata új irányba kormányozta művészi fantáziáját, s megmutatta, hogy nem csupán a motorfűrésznek, hanem a finom öntőtechnikának és a drótfonásnak is nagymestere. Egyéni stílusát tükröző bronzból is készít kisplasztikákat, érmeket.
Alkotásait nagy kitartással, összefogással, fegyelmezettséggel és a szakma iránti teljes alázattal készíti, s célját a legnagyobb szenvedéllyel éri el. Nemcsak itthon, hanem külföldön is sikereket értek el munkái elegáns, egyedi, kiváló minőségű, csodálatos. Munkái megtalálhatók múzeumban és más közgyűjteményben és magántereket szerte a világban. Előszeretettel készít használható funkcionális szobrokat. Szabadtéri szobra van Szlovákiában, Indiában is.

### Ötletek ellopása
Kiderült az is, sokan az internetről másolják Aranka munkáit, de ezért a művész nem haragszik.

## Ismertebb alkotásai

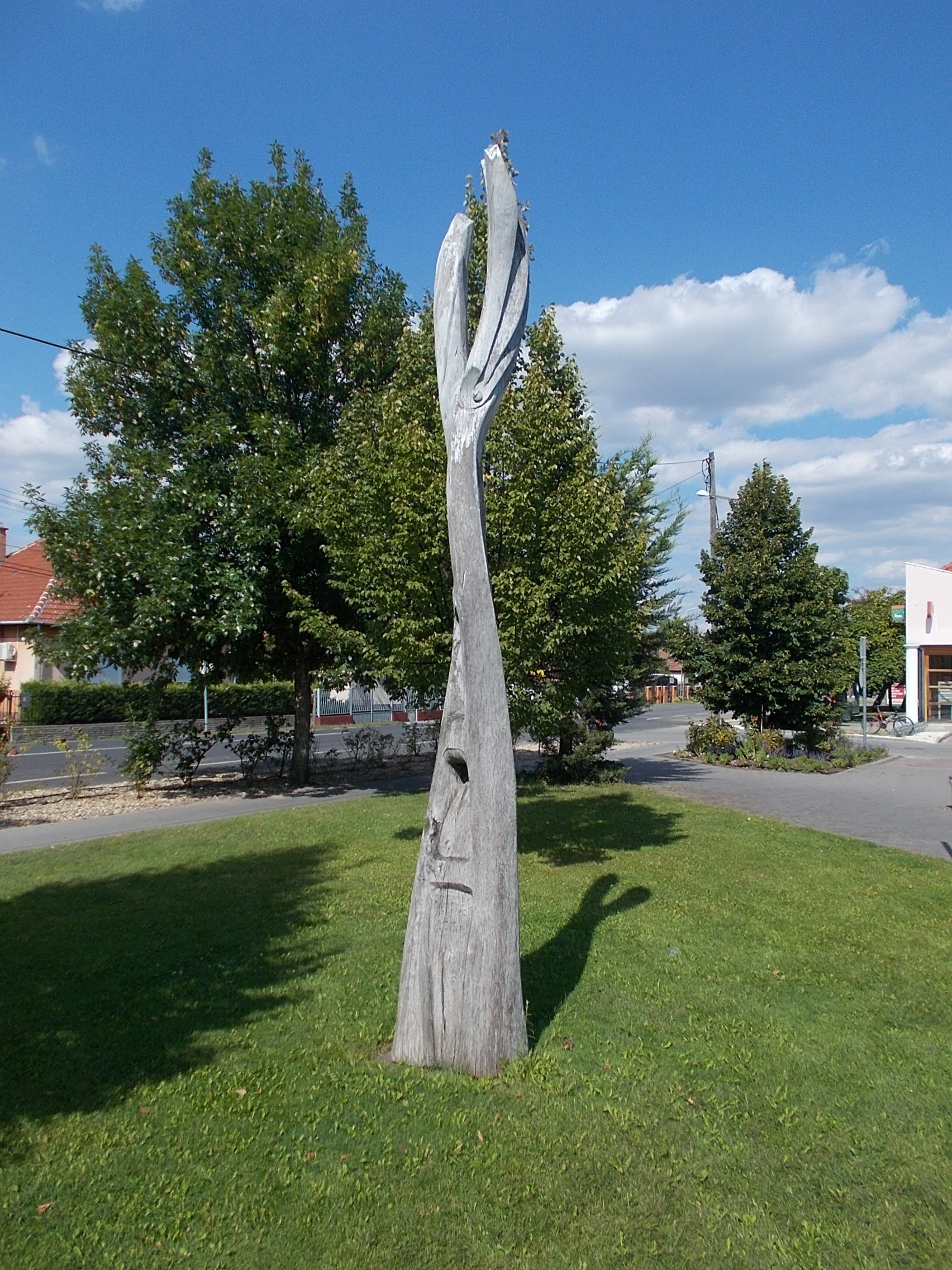
Gérné Mezősi Aranka, Albertirsa, 2013, faszobor. Pest megye, Albertirsa, Városközpont, Mirelite park, Vasút utca 23. A szobor a két település, Alberti és Irsa egyesülését szimbolizálja, mintha egy fának két szárnyakban végződő ága kapcsolódna egymáshoz. A két település 1950-ben egyesült

### Szobrai (válogatás)
- 2005 – Ady András Endre - Pest megye Dánszentmiklós Dózsa György utca 91. (az Ady Endre Általános Iskola és Alapfokú Művészetoktatási Intézmény udvarán, az épülettől találod a fa szobrot)[3]
- 2010 – Újjászületés - Vas megye Szombathely Béke tér 7. (a Herényiek Háza udvarán van)[17]
- 2011 – Viza - Komárom-Esztergom megye Komárom-Koppánymonostor Aranyember utca 13-17. (a vízmű melletti park előtt)[18]
- 2013 – Albertirsa - Pest megye Albertirsa Vasút utca 23. (Albertirsa központi parkjában)[15]
- 2023 – Dr. Hugonnai Vilma (az első magyar orvosnőnek, avattak szobrot) - Budapest II. kerület, Kapás utca 22.[19]

## Kiállításai
2000 óta rendszeresen kiállít hazai és külföldi galériákban: Indiában (Násík, Delhi, Mumbai), Kínában, Olaszországban (Gaggiano), Svédországban, Franciaországban és Szlovákiában (Dunaszerdahely, Malacka, Nagyölved).

### Egyéni kiállításai (válogatás)
- 2010 Kecel Művelődési ház, Kecel[1]
- 2011 Hricsovinyi Galéria, Budapest[1]
- 2012 Lebegés a Flora Virágfesztivál ideje alatt, Városi Múzeum Kecel, Kecel[20]

### Csoportos kiállítások (válogatás)
- 2000 Orvos Tudományi Egyetem, Debrecen[1]
- 2002 Művelődési központ, Lesencetomaj, Szombathely[1]
- 2003 Ludwig palota, Budapest[1]
- 2004

1. Kék kápolna, Balatonöszöd, Balatonboglár
2. Malacky, Dunaszerdahely, Szlovákia
3. Gagiano, Olaszország
- 2005 Művelődési ház, Albertirsa[1]
- 2006

1. St. Claude, St Angelon, Franciaország
2. Művészeti Iskola, Dánszentmiklós
- 2006, 2007, 2008 Egyetemi kiállítások, Szeged, Pécs[1]
- 2007 Tapolca[1]
- 2010

1. Közművelődési ház, Tatabánya
2. Polgári galéria, Budapest Újpest
3. Cifra palota, Kecskemét
4. Művelődési házak, Nagykőrös, Cegléd, Törtel
- 2011 Talált kincsek a Ceglédi Városi Könyvtárban, Cegléd[4]
- 2022 Angyalok őrizzenek: adventi kiállítás Kiskunfélegyházán[21]